# 핑야오 고성

## 개요
핑야오 고성 (平遥古城)는 중화인민공화국산시성 진중시 핑야오현에 위치한 역사적인 유적지로, 서주 시대(기원전 827년~기원전 782년)에 처음 건설되었으며, 명나라 홍무 3년(1370년)에 재건되었다. 14세기부터 20세기까지의 도시 양식이 잘 보존되어 있으며, 1986년 12월 8일 제2차 국가 역사문화 도시로 선정되었고, 1997년에는 유네스코세계유산에 등재되었다. 2015년 7월 20일에는 5A급
관광지로 승인받았다.

## 역사
서주선왕시기 대장군 윤길보(陰保富)가 북방 유목 민족의 침략을 저지하기 위해 핑야오현 지역에 군대를 주둔시키고, 흙을 다져 방어선을 만든 것이 고성의 최초 유래이다. 기원전 221년 진나라가 군현제를 시행한 이후 핑야오현은 계속해서 해당 현의 중심지로 오늘날까지 이어지고 있다. 현재의 고성 모습은 명나라 홍무 3년 (1370년)에 확장된 것으로, 중국에서 남아 있는 가장 완전한 명나라,청나라 시대의 고대 도시 원형 중 하나로 평가 받고 있다.
또한,핑야오 고성은 중국 최조의 현대 은행의 기초가 된 '일승창' 표호의 발상지로 중국 금융업의 중심지이기도 하였다.

## 건축구조
핑야오 고성은 성벽, 상점, 거리 사원 및 주거용 건물로 구성되어 있으며 성 전체가 대칭으로 배치되어 시루(市楼)를 중심으로 남대거리를 축으로 하여 왼쪽에는 성황묘(城隍)과 문묘(文庙) 오른쪽에는 관공서(衙署)와 무묘(武庙), 동쪽에는 도교 사원(道观) , 서쪽에는 사원(书院)이 있는 봉건 예절 체계의 구조를 이루고 있으며, 면적은 2.25km²이다. 성내의 거리 배치는'토'자 형이며 전체 구조는 고토영주 익수연년(故土永駐, 益壽延年)의 이념에 따라 팔괘수구성(八卦壽龜城)으로 만들었으며, 남쪽 영훈문을 시작으로 문 밖의 두 우물은 거북의 눈을 상징하며 성 안의 물이 이곳으로 흘러나간다. 동서 성문 밖 네 곳에는 성벽만큼 높은 옹성을 쌓았으며 안팎으로 두 개의 문이 설치된 이 네 옹성은 나란히 마주 보고 있고 상서문(上西門), 하서문(下西門), 상동문(上東門) 옹성의 성문은 모두 남쪽으로 열려있어 거북의 발이 앞으로 뻗은 모양을 하고 있다. 하동문(下東門) 옹성의 외성문만 동쪽으로 열려 있는데, 이는 거북이가 도망가지 못하도록 왼쪽 다리를 녹대에 매어두었기 때문이라고 전해진다. 4개의 큰 거리, 8개의 작은 골목, 72개의 골목길(蚰蜒巷) 이루어져 있다.

## 건축 특징
핑야오 고성의 건축물은 집을 반쪽만 덮는 특징을 가지고 있다. 산시 지역은 바람과 모래가 많은 건조한 지역에 위치하고 있기에 단일 경사면에 집을 짓고, 길을 향한 벽에는 창문을 내지 않아 바람과 모래를 막아, 안정성을 높였다. 집들이 서로 가깝게 붙어있는 배치는 외부와의 교류를 최소화하고 내부 사람들끼리의 결속을 강화하는 민속적인 특징을 보여준다.

## 보존 및 관리
1966년 문묘 대성전 (文庙大成殿)、성벽(城墙)、쌍림사(双林寺) 진국사(镇国寺)가 첫 번째 성 중점 문화유산 보호 단위로 발표되었다.
1988년 성벽(城墙), 쌍림사(双林寺), 진국사(镇国寺)는 제 1차 국가 중점 문화유산 보호 단위로 지정되었다.
1997년 12월 3일 이탈리아 나폴리에서 열린 제 21차 유네스코 세계유산위원회 총회에서 고대 성벽에서 30m 연장된 부분을 포함하여 세계유산목록에 포함되기로 결정되었다. 절대 보호 범위내에는 구시가지 전체와 쌍림사(双林寺), 진국사(镇国寺) 가 있다. 세 부분이 하나로 총칭되어 핑야오 고성 (Pingyao Ancient City)이라고 불린다.
1998년 산시성 인민대표대회 상무위원회는 산시성 핑야오 고성 보호 조례를《山西省平遥古城保护条例》통과시켜 보호 범위, 전통의 전승 및 사용, 관리 감독 등을 명확히 규정하였다.
2014년 8월 핑야오 지방 자치 단체(平遥县)와 유네스코가 공동으로 주최하고 중국 문화유산 재단(中国华夏)과 세계문화유산재단의 자금 지원을 받아 상하이 통지대학교(同济大学)는 핑야오 전통 주거 가옥의 보호, 수리 및 환경 관리 지침《平遥古城传统民居保护修缮及环境治理管理导则》을 발표하였다. 이 지침은 유산 보호와 주민 생활 개선이라는 두 가지 목표를 동시에 달성하고자 한다.
2015년 8월 핑야오 고성 전통 민가 보호 및 환경 정비 실용 지침《平遥古城传统民居保护修缮及环境治理实用导则》이 발표되었으며 이해하기 쉬운 도표를 사용하여 건물을 이해하고 주거용 건물의 중요한 요소를 이해하며 고대 도시의 전통 가옥의 여러 가지 수리 기술, 자재 사용 및 수행해야 할 절차와 같은 규범 사항들을 제시하였다.
2019년부터 핑야오시는 국가문화유산국(国家文物局)과 산시성 문화재국(山西省文物局)의 지도와 지원을 받아 보호 및 수리 프로젝트를 진행해 오고 있다.
2020년 3월 핑야오 고성의 기반 시설 개선 및 개조 프로젝트가 시행되었다.고대 도시 유산을 보존하며 주민의 정상적인 생활을 보장하는 원칙을 준수한다.
2022년 1월 핑야오 고성 세계 문화유산 모니터링 및 조기 경보 시스템이 시범 운영에 들어갔다. 모니터링 밎 조기 경보가 필요한 5개 지점에 모니터링 장비를 설치하여 해당 지점의 균열 및 경사 상태에 대한 데이터를 수집하고 기록할 수 있다.

## 사진

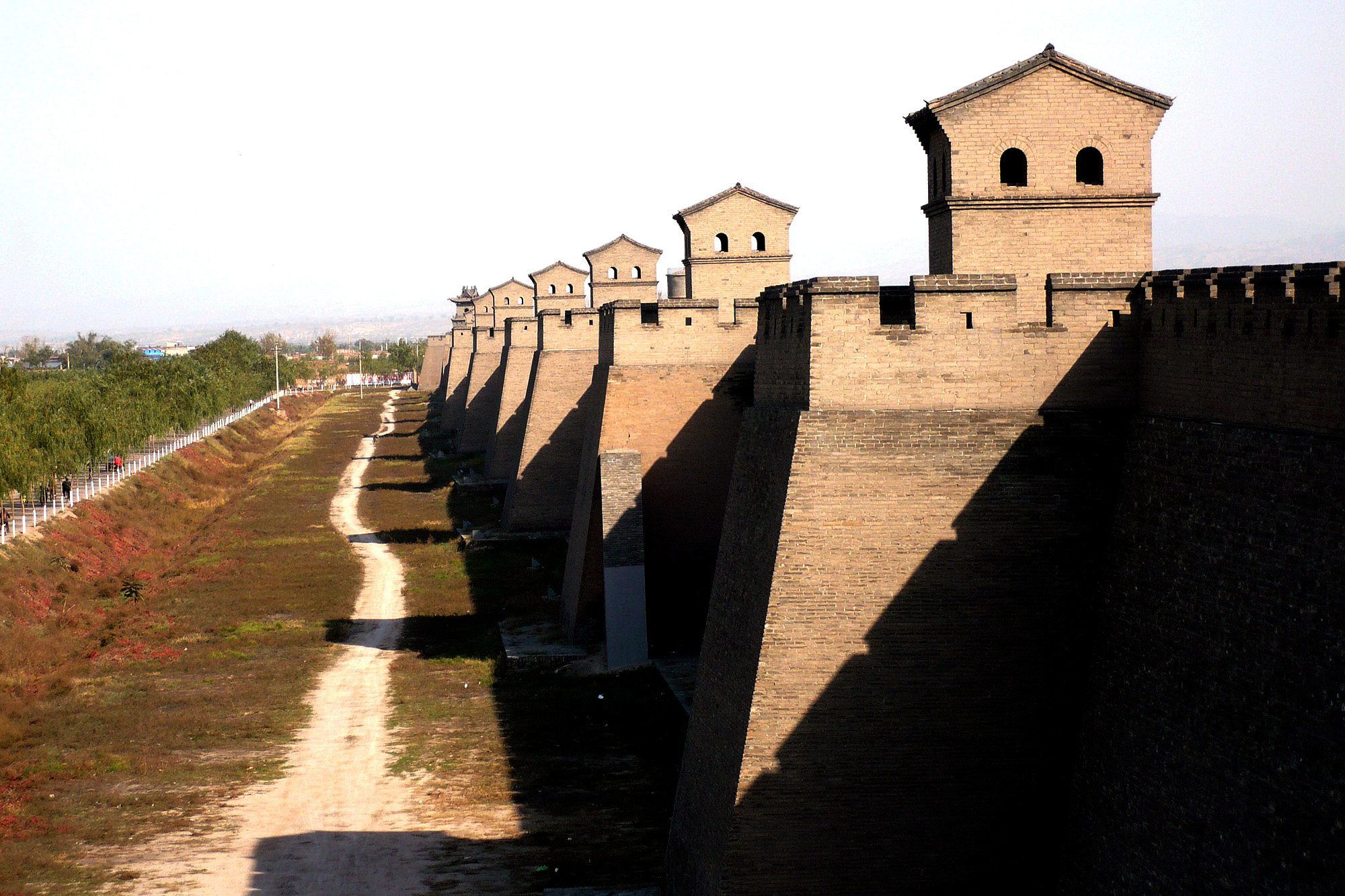
핑야오 고대 도시 성

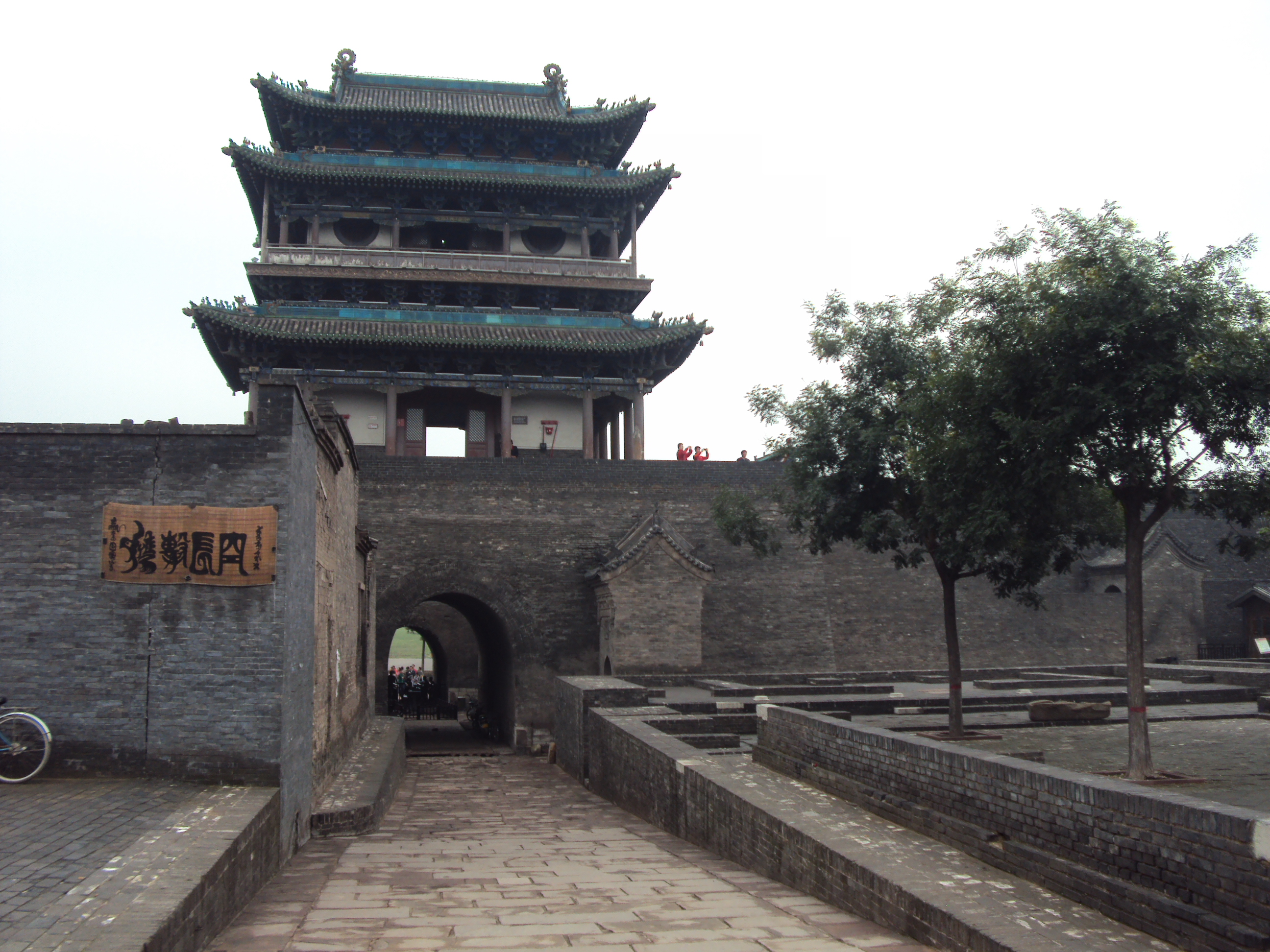
고대 성벽 남문 平遥古城城墙南城门

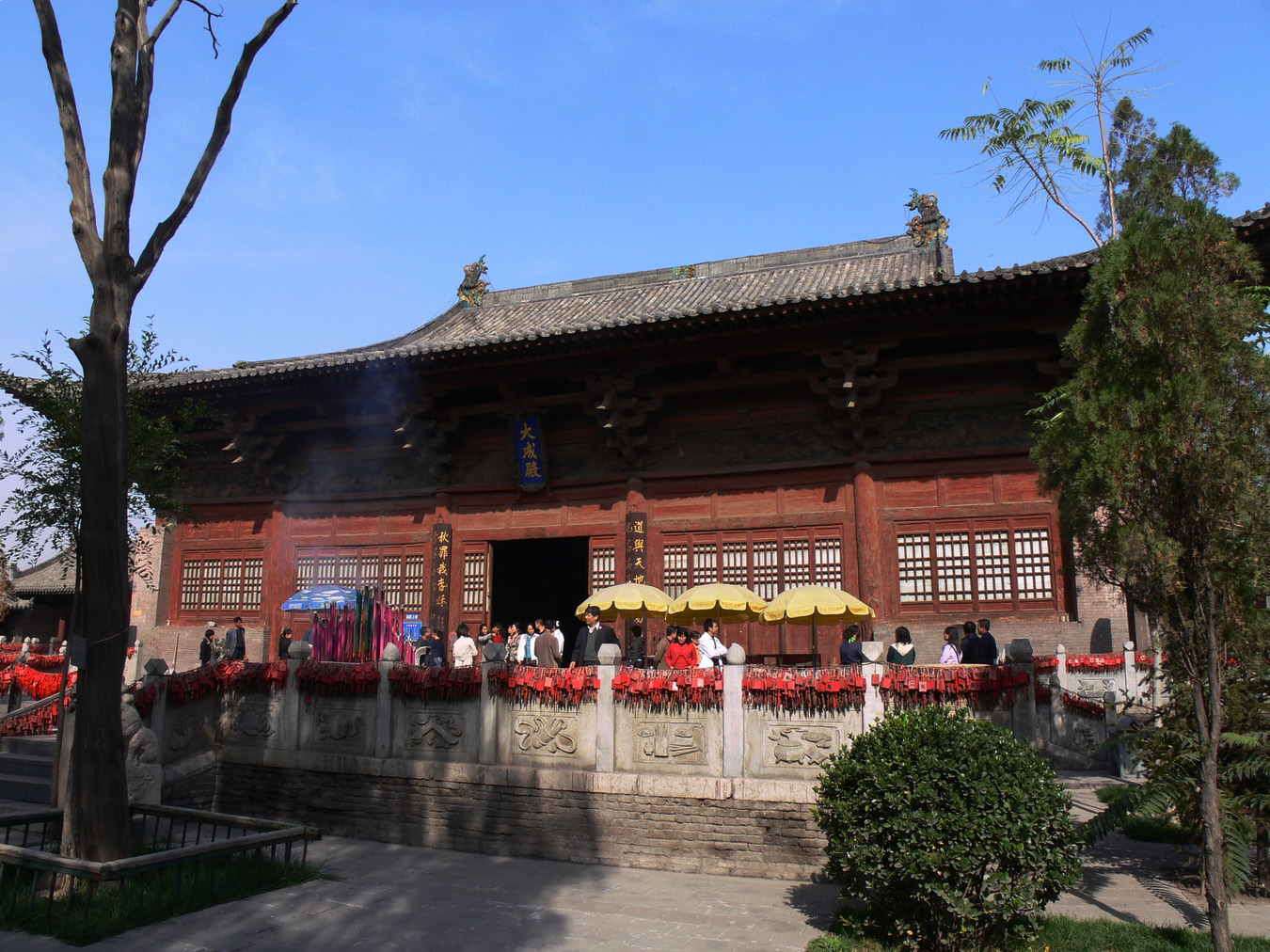
대성전

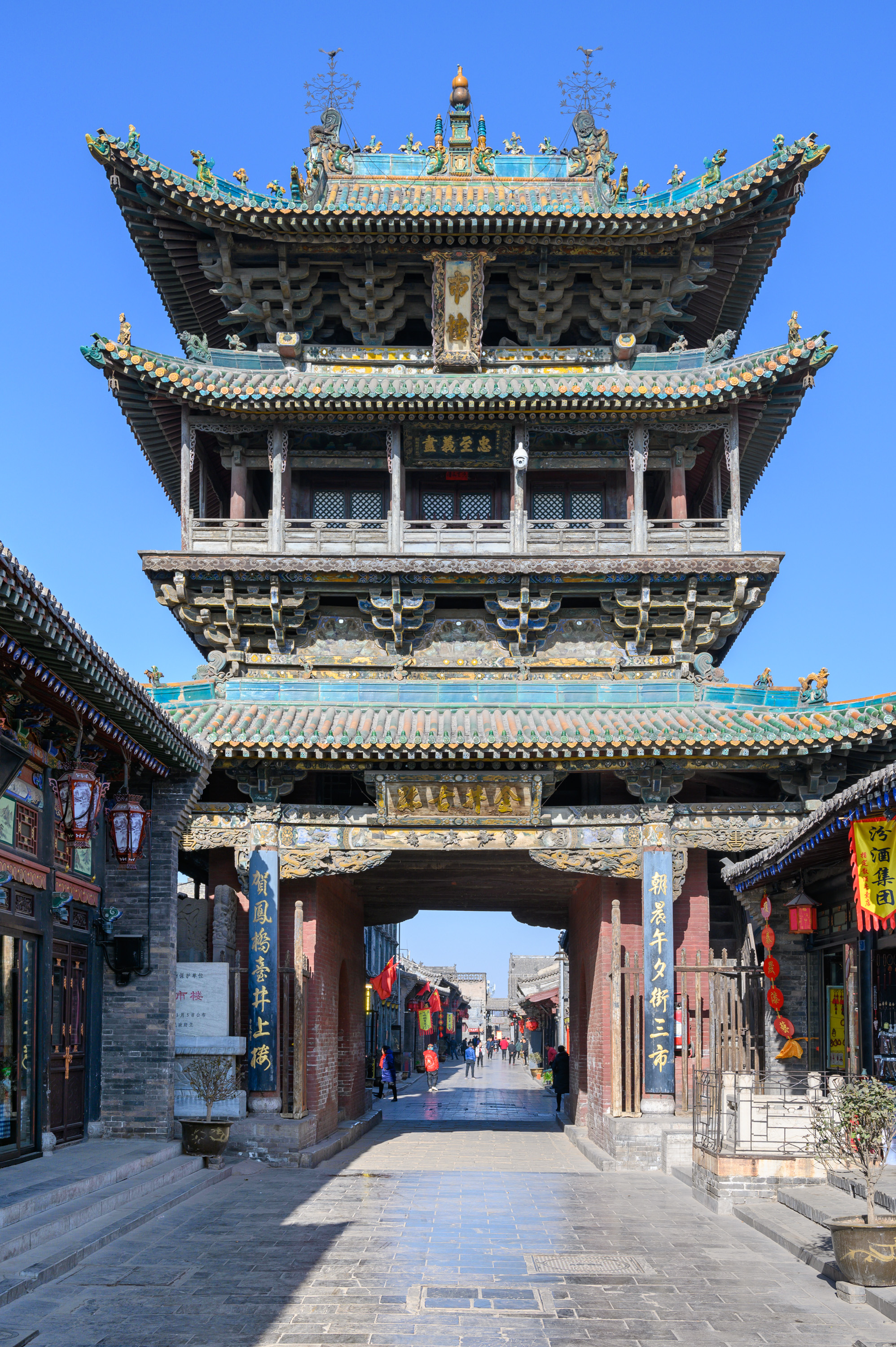
핑야오 시티 타워

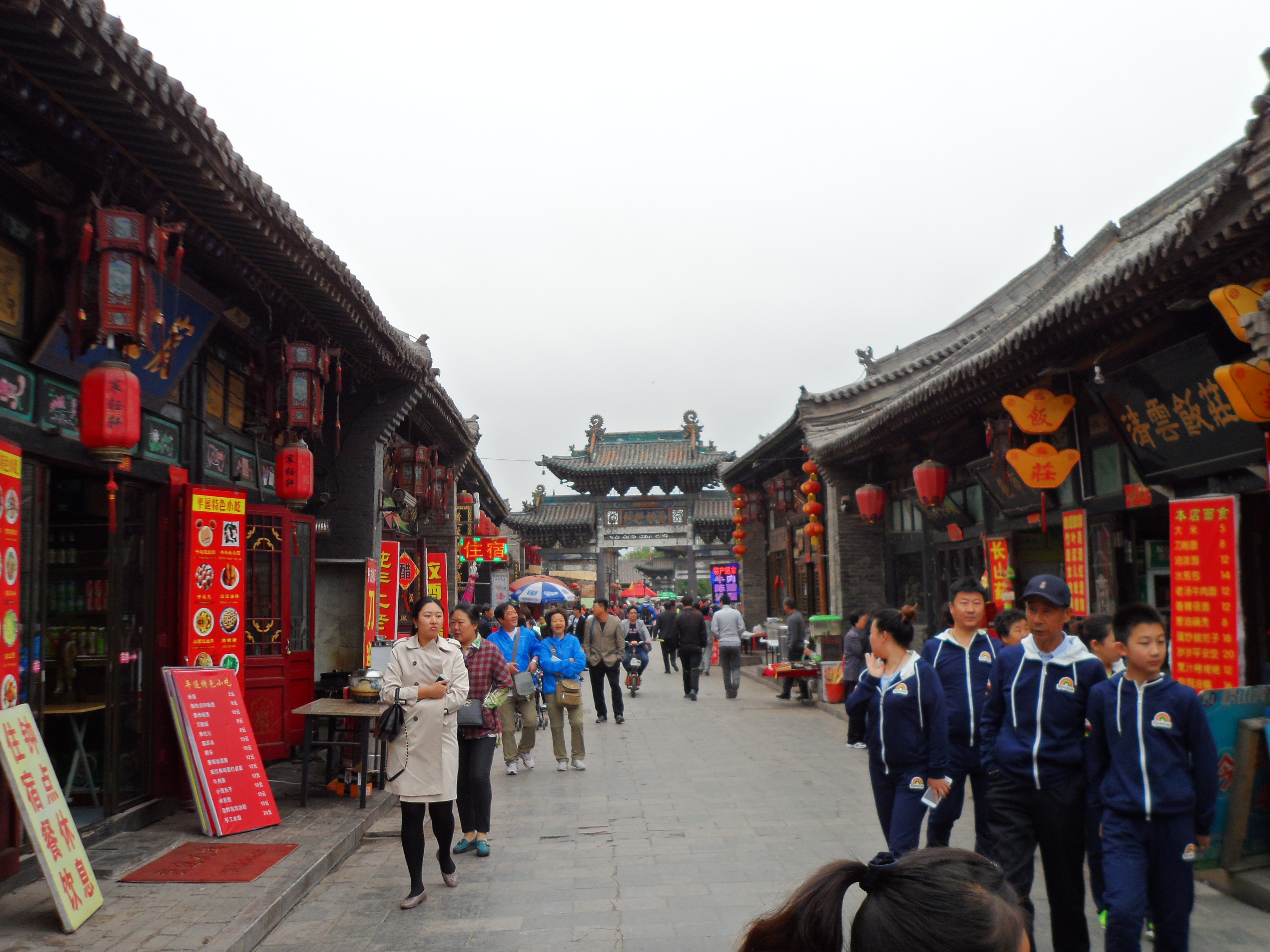
핑야오 고성 거리

1. ↑  山西平遥古城 CCTV
2. ↑  国家5A级旅游景
3. ↑  Pingyao Ancient City, CCTV
4. ↑  “진상(晋商)②…중국 최초 금융기관 표호(票號)”. 2017년 10월 8일.
5. ↑  핑야오 고성 공식 홈페이지
6. ↑  핑야오 고성 산시성 문화 관광 정보
7. ↑  Pingyao Ancient City, CCTV
8. ↑  핑야오 고성 중국정부 홈페이지
9. ↑  中国园林网 핑야오 고대 도시 소개 풍경명승구 공식 홈페이지
10. ↑  国家文物局官网중국국가문화유산관리국 홈페이지
11. ↑  国家文物局官网중국 국가문화유산관리국 홈페이지
12. ↑  国家文物局官网중국국가문화유산관리국 홈페이지
13. ↑  国家文物局官网홈페이지[깨진 링크(과거 내용 찾기)]
14. ↑  国家文物局官网중국국가문화유산관리국 홈페이지
15. ↑  科技日报중국과학기술망